# House of Silence
House Of Silence (с англ. — «Дом тишины») — седьмой альбом немецкой евродиско-группы Bad Boys Blue, вышедший в 1991 году.

## Об альбоме
House Of Silence содержит один из главных хитов группы — «House Of Silence». В композициях «Dancing With The Bad Boys» и «Tell It Everybody» рэп-партии в исполнении Эндрю Томаса.

## Список композиций
1. «House Of Silence» (3:57)
2. «Under The Boardwalk» (3:32)
3. «Train At Midnight» (3:29)
4. «Baby Blue» (3:45)

Обратная сторона обложки альбома House Of Silence

5. «Dancing With The Bad Boys» (4:17)
6. «Deep In My Emotion» (3:43)
7. «Tell It Everybody» (3:17)
8. «Gimme Back My Love» (4:00)
9. «When Our Love Was Young» (3:43)
10. «House Of Silence (Haunted House Mix)» (3:57)

## Высшие позиции в чартах
- Финляндия — 5 место.